# Iers Open 2015
Het Iers Open is een golftoernooi van de Europese PGA Tour. In 2015 heette het toernooi officieel het Dubai Duty Free Irish Open Hosted by the Rory Foundation of DDF Irish Open. Het werd van 28 tot en met 31 mei gespeeld op de Royal County Down Golf Club in Noord-Ierland. Het toernooi was sinds 1939 niet meer op County Down gespeeld. Het prijzengeld was € 2.500.000, waarvan de winnaar ruim € 400.000 kreeg.
Gastheer van het toernooi was de Rory Foundation, die door Rory McIlroy in 2014 werd opgericht om kansarme kinderen wereldwijd te ondersteunen. James Nicholson van JN Wine, Ierse manager van wijngaarden bij Epernay, had een speciale champagne voor het evenement geproduceerd.
Drie spelers die in de top 10 eindigen, kwalificeerden zich voor het Brits Open, van 16 tot en met 19 juli op St Andrews. Van de 156 deelnemers hadden 37 zich reeds voor het Open gekwalificeerd.
Het toernooi werd gewonnen door Søren Kjeldsen.

## Resultaten
De par van de baan is 71.

### Ronde 1
Slechts 13 spelers scoorden onder par, niemand voltooide de eerste ronde zonder een bogey op zijn kaart; nadat Danny Willett een score van 69 binnen bracht stond hij enkele uren aan de leiding. Padraig Harrington maakte zeven birdies en nam met 67 de leiding over, Maximilian Kieffer speelde in de laatste partij, en eindigde ook op 67. De twee beste amateurs waren Gary Hurley en Bradley Neil, zij scoorden 73.

### Ronde 2
De enige albatros werd door Andy Sullivan op hole 1 gemaakt. Mede daardoor eindigde hij op +2 en haalde hij de cut.
Net toen de middagronde startte, begon het hard te regenen. De scores liepen op en na de tweede ronde stonden nog maar 9 spelers onder par. Søren Kjeldsen en Chris Wood, die bij het vorige toernooi (Brits PGA Kampioenschap op Wentworth) op de vierde plaats eindigde, waren twee van de zes spelers die een tweede ronde onder par produceerden en aan de leiding gingen met Richie Ramsay, Bernd Wiesberger, Rafa Cabrera Bello, die de enige speler was zonder bogey op zijn kaart, en Tyrrell Hatton, die het toernooirecord verbeterde en gelijk scoorde aan het baanrecord, dat sinds 1939 op naam staat van Jimmy Bruen.

### Ronde 3
Er deden nog 68 spelers mee, precies de helft. Lucas Bjerregaard kwam binnen met een score van 66 (-5), gelijk aan het baanrecord, en steeg naar de top 10. Aan het einde van de middag werd dat record met één slag verbeterd door Max Kieffer. Kjeldsen stond toen na 13 holes ook op -6.
De zes leiders speelden in de laatste drie groepen en sloegen pas na 13:00 uur af. Ramsay begon met een eagle maar moest de leiding daarna afstaan. 

### Ronde 4
Kiefer en Kjeldsen speelden samen in de laatste partij. Cabrera Bello en Kjeldsen verloren een paar slagen en stonden na 9 holes beiden op een totaalscore van -3. Daarmee stonden ze nog aan de leiding, want Hatton, Kieffer, Ramsay en Wiesberger hadden de eerste negen holes ook boven par gespeeld. Alleen de top-5 eindigden onder par, en Kjeldsen was de enige van hen die drie rondes onder par speelde. Ronde 4 scoorde hij 4 boven par, toch eindigde hij daarmee in de play-off, die hij met een birdie won. Hij plaatste zich ook voor het Brits Open, samen met Pepperell.
| Naam                 | R2D | WR  | Ronde 1 | Ronde 1 | Nr   | Ronde 2 | Ronde 2 | Ronde 2 | Nr  | Ronde 3 | Ronde 3 | Ronde 3 | Nr  | Ronde 4 | Ronde 4 | Ronde 4 | Nr  | Play-off | Play-off |
| -------------------- | --- | --- | ------- | ------- | ---- | ------- | ------- | ------- | --- | ------- | ------- | ------- | --- | ------- | ------- | ------- | --- | -------- | -------- |
| Søren Kjeldsen       | 75  | 303 | 69      | -2      | T4   | 70      | -1      | -3      | T1  | 67      | -4      | -7      | 1   | 76      | +5      | -2      | T1  | 4        | 1        |
| Bernd Wiesberger B   | 11  | 47  | 72      | +1      | T26  | 67      | -4      | -3      | T1  | 70      | -1      | -4      | T4  | 73      | +2      | -2      | T1  | 5        | T2       |
| Eddie Pepperell      | 76  | 139 | 74      | +3      | T67  | 72      | +1      | +4      | T39 | 67      | -4      | par     | T12 | 69      | -2      | -6      | T1  | 5        | T2       |
| Rafa Cabrera Bello   | 130 | 148 | 71      | par     | T14  | 68      | -3      | -3      | T1  | 69      | -2      | -5      | T2  | 75      | +3      | -1      | T4  |          |          |
| Tyrrell Hatton       | 65  | 142 | 73      | +2      | T46  | 66      | -5      | -3      | T1  | 70      | -1      | -4      | T4  | 74      | +3      | -1      | T4  |          |          |
| Danny Willett B      | 2   | 39  | 69      | -2      | T4   | 76      | +5      | +3      | T30 | 71      | par     | +3      | T24 | 68      | -3      | par     | T6  |          |          |
| Maximilian Kieffer   | 56  | 290 | 67      | -4      | T1   | 76      | +5      | +1      | T13 | 65      | -6      | -5      | T2  | 77      | +6      | +1      | T8  |          |          |
| Richie Ramsay        | 32  | 78  | 72      | +1      | T26  | 67      | -4      | -3      | T1  | 70      | -1      | -4      | T4  | 77      | +6      | +2      | T10 |          |          |
| Chris Wood           | 33  | 110 | 70      | -1      | T7   | 69      | -2      | -3      | T1  | 75      | +4      | +1      | T17 | 73      | +2      | +3      | T15 |          |          |
| Luke Donald          | 29  | 65  | 70      | -1      | T7   | 70      | -1      | -2      | T7  | 72      | +1      | -1      | T8  | 76      | +5      | +4      | T18 |          |          |
| Lucas Bjerregaard    | 109 | 347 | 73      | +2      | T46  | 73      | +2      | +4      | T39 | 66      | -5      | -1      | T8  | 76      | +5      | +4      | T18 |          |          |
| Emiliano Grillo      | 26  | 85  | 69      | -2      | T4   | 75      | +4      | +2      | T19 | 73      | +2      | +4      | T28 | 74      | +3      | +7      | T30 |          |          |
| Padraig Harrington B | 212 | 86  | 67      | -4      | T1   | 73      | +2      | -2      | T7  | 78      | +7      | +5      | T36 | 76      | +5      | +10     | T43 |          |          |
| Søren Hansen         | 177 | 587 | 68      | -3      | 3    | 76      | +5      | +2      | T19 | 79      | +8      | +10     | T64 | 77      | +6      | +16     | T65 |          |          |
| Nicolas Colsaerts    | 84  | 177 | 73      | +2      | T46  | 75      | +4      | +6      | MC  |         |         |         |     |         |         |         |     |          |          |
| Rory McIlroy B       | 1   | 1   | 80      | +9      | T150 | 71      | par     | +9      | MC  |         |         |         |     |         |         |         |     |          |          |
| Thomas Pieters       | 49  | 204 | 78      | +7      | T137 | 79      | +8      | +15     | MC  |         |         |         |     |         |         |         |     |          |          |

| Leider |  | Toernooirecord |  | MC = missed cut = cut gemist |  | B = heeft zich reeds voor het Brits Open gekwalificeerd |

## Spelers
| - Felipe Aguilar - Thomas Aiken B - Byeong-hun An B - Kiradech Aphibarnrat - Jason Barnes - Seve Benson - Lucas Bjerregaard - Richard Bland - Grégory Bourdy - Kristoffer Broberg - Daniel Brooks - Rafa Cabrera Bello - Jorge Campillo - Alejandro Cañizares - Johan Carlsson - Magnus A. Carlsson - Darren Clarke B - George Coetzee B - Nicolas Colsaerts - Marco Crespi - Robert Dinwiddie - Chris Doak - Andrew Dodt - Luke Donald - Jamie Donaldson (2012) - Bradley Dredge - David Drysdale - Victor Dubuisson B - Pelle Edberg - Ernie Els B - Edouard Espana - Oliver Farr - Niclas Fasth | - Darren Fichardt - Oliver Fisher - Ross Fisher B - Trevor Fisher Jr - Matthew Fitzpatrick - Tommy Fleetwood B - Matt Ford - Mark Foster - Rickie Fowler B - Marcus Fraser B - Florian Fritsch - Stephen Gallacher B - Sergio García B (1999) - Ricardo González - Richard Green - Emiliano Grillo - Anders Hansen - Peter Hanson - Padraig Harrington B - Tyrrell Hatton - Grégory Havret - Benjamin Hebert - Scott Hend B - Michael Hoey - David Horsey - David Howell B - Sam Hutsby - Mikko Ilonen B (2014) - Raphaël Jacquelin - Thongchai Jaidee B - Scott Jamieson - Miguel Ángel Jiménez B - Andrew Johnston | - Shiv Kapur - Rikard Karlberg - Robert Karlsson - Martin Kaymer B - Simon Khan - Maximilian Kieffer - Søren Kjeldsen - Jbe' Kruger - Anirban Lahiri B - Moritz Lampert - Jérôme Lando-Casanova - José Manuel Lara - Pablo Larrazábal B - Paul Lawrie B - Craig Lee - Alexander Levy B - Tom Lewis - David Lipsky B - Chris Lloyd - Mike Lorenzo-Vera - Shane Lowry B - Mikael Lundberg - Paul Maddy - Morten Ørum Madsen - Matteo Manassero B - Graeme McDowell B - Richard McEvoy - Paul McGinley - Damien McGrane - Rory McIlroy B - Francesco Molinari B - James Morrison - Tom Murray | - Matthew Nixon - Alex Norén - Thorbjørn Olesen - Wade Ormsby - Adrian Otaegui - Hennie Otto - Jason Palmer - Renato Paratore - John Parry - Eddie Pepperell - Thomas Pieters - Julien Quesne - Alvaro Quiros - Richie Ramsay - Eduardo de la Riva - Robert Rock - Jake Roos - Brett Rumford - Marcel Siem B - Jeev Milkha Singh - Gary Stal - Graeme Storm - Andy Sullivan B - Mark Tullo - Peter Uihlein - Jaco Van Zyl - Anthony Wall B - Marc Warren B - Romain Wattel B - Steve Webster - Lee Westwood B - Bernd Wiesberger B - Danny Willett B | - Oliver Wilson - Chris Wood - Fabrizio Zanotti Voormalige winnaars - Simon Dyson (2011) - Richard Finch (2008) - Stephen Dodd (2005) - Søren Hansen (2002) Invitaties - Ben Stow - Reeve Whitson - Kevin Phelan - Jonathan Moore - Gareth Maybin - Simon Thornton - Lee Slattery - Peter Lawrie Ierse PGA - Michael McDermott - Brendan McGovern - Damian Mooney - Neil O'Briain - John G Kelly - Cian McNamara Amateurs - Jack Hume (WAGR 57) - Bradley Neil (WAGR 16) - Gary Hurley (WAGR 42) - Gavin Moynihan (WAGR 44) |